# Gymnogeophagus australis
Gymnogeophagus australis és una espècie de peix de la família dels cíclids i de l'ordre dels perciformes.

## Morfologia
Els mascles poden assolir els 15,5 cm de longitud total.

## Distribució geogràfica
Es troba a Amèrica: curs inferior del riu Paranà (Argentina).